# Еник тип J1
Еник тип J1 (фр. Unic Type J1) је аутомобил произведен 1911. године од стране француског произвођача аутомобила Еник.